# Randy Brown
Randy Brown, född 8 juli 1990 i Springfield, är en jamaicansk-amerikansk MMA-utövare som sedan 2016 tävlar i organisationen Ultimate Fighting Championship.